# 업스커트
업스커트(영어: Upskirt)는 사람의 치마나 킬트 아래에서 사진이나 비디오를 찍어 가랑이 부분의 이미지나 비디오를 캡처하여 여성용 팬티와 같은 속옷을, 때로는 성기를 보여주는 행위이다. "업스커트"는 그러한 이미지를 포함하는 사진, 비디오 또는 삽화를 의미하지만, 이 용어는 치마 안쪽의 신체 부위, 보통 아래에서 착용 중인 상태를 지칭하는 데에도 사용될 수 있다.
이러한 행위는 성적 페티시즘 또는 관음증의 한 형태로, 다운블라우스(downblouse) 사진 촬영과 유사한 성격을 띤다. 미국에서 업스커트 사진 촬영과 관련된 주요 윤리적 및 법적 문제는 공공장소에서도 사생활 보호에 대한 기대를 갖는다는 것이다. 일부 국가에서는 동의 없는 업스커트 행위가 형사상의 성범죄이다.

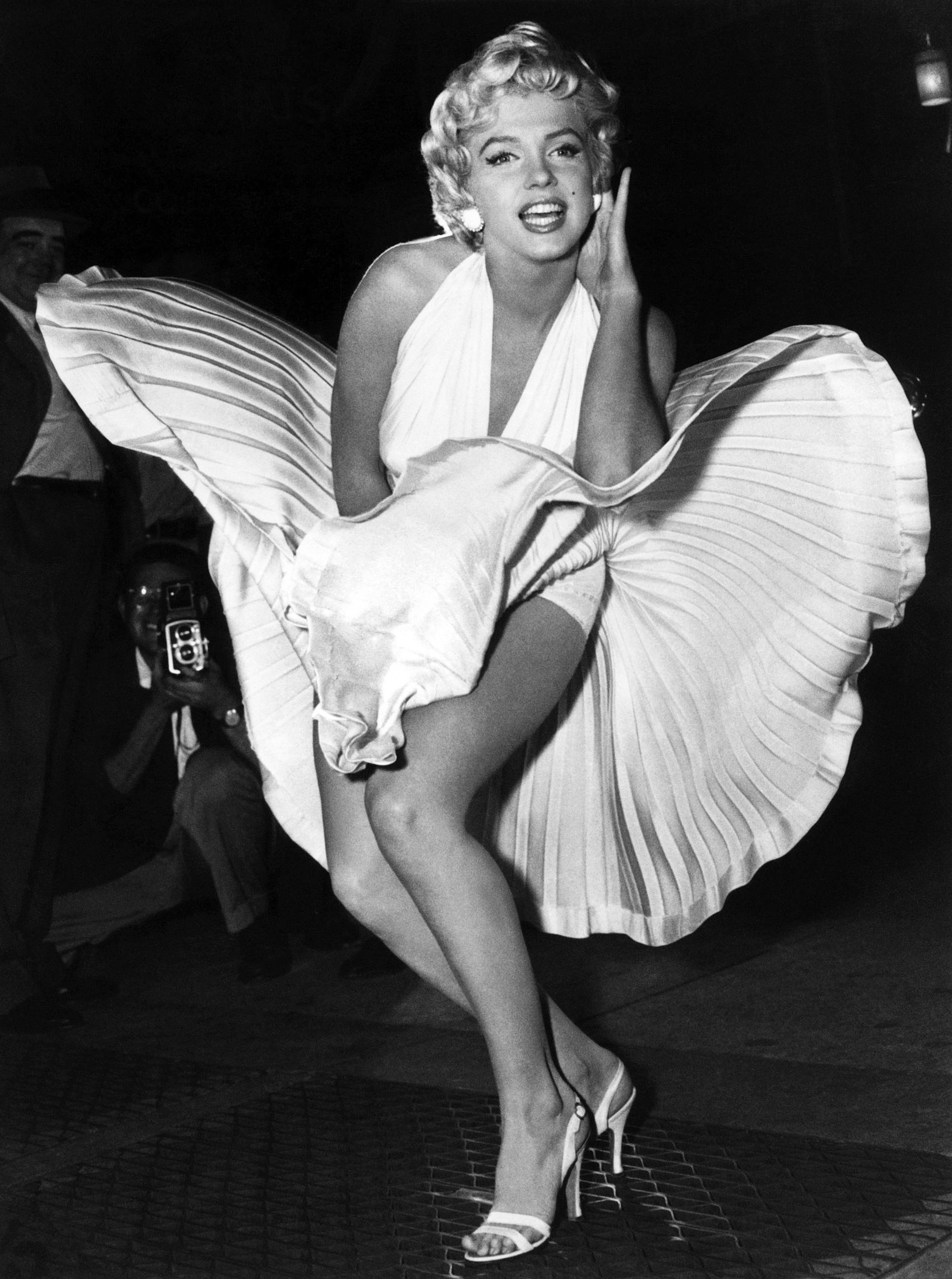
20세기 가장 상징적인 대중문화 이미지 중 하나는 업스커트를 포함한다. 《7년만의 외출》 촬영 중 지하철 환기구 위에서 포즈를 취한 마릴린 먼로는 아래를 지나가는 기차 바람에 그녀의 흰 드레스가 위로 날려 올라갔다.

## 사회적 태도
1960년대 미니스커트의 갑작스러운 인기는 이러한 개념을 길거리로 가져왔고 많은 이들에게 대규모 노출증으로 여겨졌다. 1960년대 한 평론가는 "유럽 국가에서는 ... 길거리에서 미니스커트를 금지하고 강간을 유도한다고 말한다 ..."라고 언급했다. 반면, 많은 여성들은 새로운 스타일을 이전 의상 스타일에 대한 반항이자 신체에 대한 여성 해방으로 보았다. 처음으로 많은 여성들이 해변에서 수영복을 입거나 길거리 옷을 입을 때 허벅지를 드러내는 것을 편안하게 느꼈고, 심지어 어떤 상황에서는 속옷이 보이는 것에 대해서도 느긋했다.
일부 업스커트 및 다운블라우스 이미지는 관련 여성의 지식과 동의 하에 제작된다. 그러나 이러한 이미지 중 일부는 피사체의 지식이나 동의 없이 더 널리 배포되거나 인터넷에 게시될 수 있으며, 예를 들어 이별 후 리벤지 포르노로 사용될 수 있다.
카메라폰과 같은 디지털 사진 및 비디오 기술의 광범위한 보급과 사용으로 태도는 더욱 경직되었다. 이러한 기술은 인터넷에 업로드하기 위한 업스커트 및 다운블라우스 이미지 촬영에도 사용되었다. 사람들이 이러한 이미지를 공유할 수 있는 전문 웹사이트가 생겨났고, "업스커트", "다운블라우스", "니플 드레스"(즉, 여성 드레스 소재를 통해 발기된 젖꼭지가 분명하게 보이는 경우)와 같은 용어가 사용되기 시작했다. 미성년자 및 신원을 확인할 수 있는 사람들의 이미지가 특히 우려되었다. 유명인사들이 이러한 노력의 인기 있는 희생자였다. 사생활 및 명예 문제가 제기되기 시작했다.
이러한 유형의 이미지 제작 및 시청은 점점 더 관음증 및 포르노그래피의 형태로 묘사되었다. 이는 대부분의 이미지가 성적인 성격을 띠지 않았고, 그 자체로는 매우 순수했지만, 게시된 웹사이트의 성격 및 컬렉션의 규모와 연관되어 있었기 때문이었다.

## 속바지

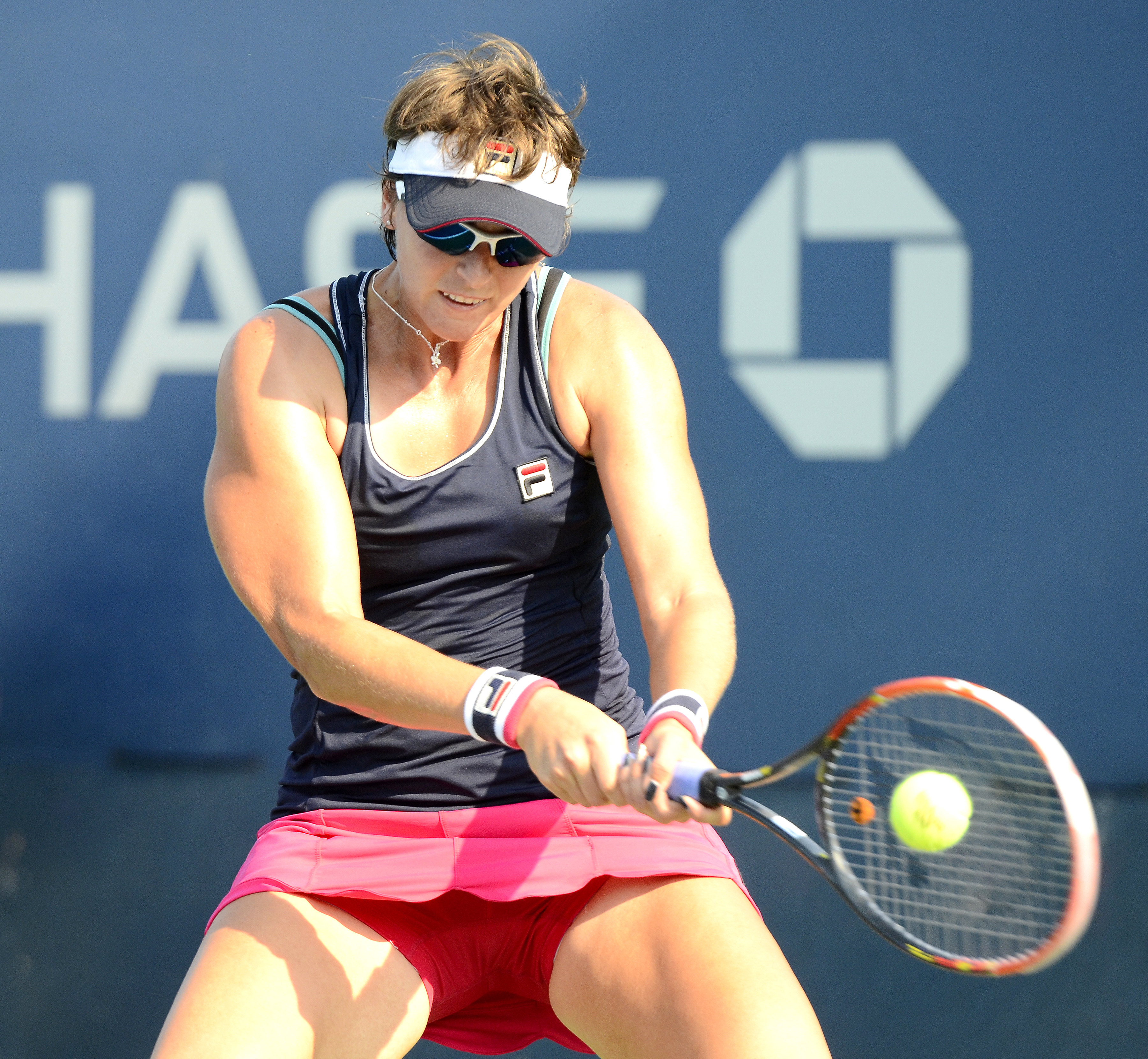
뉴욕 테니스 경기에서 속바지를 입은 프로 테니스 선수 야로슬라바 시베도바

일부 치마 착용자, 특히 여성 운동선수와 유명인사, 여학생과 같이 대중에게 두드러지는 사람들은 업스커트로부터 자신을 보호하기 위해 치마 아래에 "속바지"를 입는다.

## 국가별 법적 효력
많은 국가에는 특히 공공장소에서 개인의 사생활 보호에 대한 법률이 없지만, 법적 입장은 상당히 다르다. 다음은 이 주제와 관련된 법률을 보유한 국가 목록이다.

### 뉴질랜드
뉴질랜드에서는 사람이 "사생활 보호에 대한 기대"를 갖는 모든 환경에서 사람의 은밀한 부위를 시각적으로 기록하는 것이 불법이다. 여기에는 공공 및 사적인 환경이 모두 포함된다. 또한 그러한 이미지를 소유하거나 배포하는 것도 불법이다.

### 대한민국
대한민국에서는 성폭력처벌법에 따라 몰래촬영, 즉 사람의 허락 없이 촬영하는 행위를 금지한다. 이러한 촬영은 형사 처벌의 대상이 되며 유죄 판결을 받은 사람은 성범죄자로 등록된다. 이는 업스커트와 같은 활동뿐만 아니라 옷을 입은 사람을 먼 거리에서 촬영하는 경우에도 적용된다. 촬영 대상자가 미성년자인 경우 처벌은 더 엄중하다. 범죄는 배포가 아니라 촬영 자체가 구성한다. 사람을 먼 거리에서 촬영한 경우, 법원은 "성적 의도" 또는 "성적 신체 부위"가 촬영되었는지 또는 "성적 수치심"이 결과로 발생했는지 여부를 판단한다. 이 법은 법적 해석에 대한 명확한 기준이 없다는 비판을 받아왔다. 일부 한국 변호사들은 할로윈과 같은 길거리 행사를 촬영한 비디오를 소셜 미디어에 게시하는 것이 성범죄에 해당할 수 있다고 제안한다.

### 독일
2019년 11월, 독일 연방의회는 업스커트와 함께 "사고 피해자를 촬영하거나 사망한 사람을 매우 불쾌한 방식으로 보여주는 사진을 범죄화하는" 법안을 승인했다. 독일 언론은 후자를 러버넥킹(rubbernecking)이라고 지칭했다.

### 미국
미국에서는 주마다 법률이 다르다. 연방 차원에서는 2004년 비디오 관음증 방지법(Video Voyeurism Prevention Act of 2004)을 제정하여 피사체가 사생활 보호에 대한 기대를 가지고 있음을 알았을 때, 동의 없이 개인의 사적인 영역을 고의로 촬영하는 사람을 처벌한다. 이 법은 연방 관할 지역에만 적용된다.
또한, 많은 주 법률도 이 문제를 다루고 있다.
2005년 일리노이주 법은 다른 사람의 동의 없이 업스커트 비디오를 촬영하거나 전송하는 것을 범죄로 규정했다. 2014년 시카고 조례는 이 범죄를 500달러의 벌금으로 처벌할 수 있도록 했다.
2014년 3월, 매사추세츠 대법원은 촬영된 여성들이 나체이거나 부분적으로 나체가 아니라는 이유로 하급 법원의 업스커트 판결을 뒤집었는데, 이는 기존의 소위 '피핑 톰(Peeping Tom)' 법이 탈의실과 화장실에서 나체이거나 부분적으로 나체인 사람들을 촬영하는 것으로부터 보호하지만, 공공장소에서 옷을 입은 사람들은 보호하지 않는다고 말했다. 이후 매사추세츠주에서는 이러한 행위를 금지하는 법이 통과되었다.
2014년 9월, 텍사스 형사 항소 법원은 "부적절한 촬영 또는 시각적 기록"을 포함하여 "업스커트" 사진에 대한 주의 법령이 너무 광범위하다며 무효화했다. 법원의 의견은 다음과 같이 명시했다: "공공장소에 나타나는 사람을 성적 생각의 대상으로 삼는 것으로부터 보호하는 것은 수정헌법 제1조가 막으려 했던 '피고인의 정신을 규제하려는 가부장적 관심'의 일종인 것으로 보인다."

### 영국

#### 북아일랜드
북아일랜드에서는 2019년 이전의 잉글랜드 웨일스와 마찬가지로 업스커트의 특정 범죄는 없지만, 특정 상황에서는 공공 품위 훼손죄의 영미법상 범죄로 기소될 수 있다.

#### 스코틀랜드
업스커트는 2010년 형사 사법 및 면허 (스코틀랜드) 법에 따라 스코틀랜드에서 특정 범죄이다. 스코틀랜드 의회에서 통과된 이 법은 관음증의 정의를 확대하여 업스커트를 포함하도록 했다.

#### 잉글랜드 웨일스
2019년 4월부터 업스커트는 2003년 성범죄법에 따라 관음증의 특정 범죄로 구성되었다. 이는 성적 만족을 목적으로 하거나 굴욕감, 놀람 또는 고통을 유발할 목적으로, 일반적으로 보이지 않는 옷 아래의 생식기, 둔부 또는 속옷의 이미지를 만들거나 이를 보기 위한 장비를 작동하는 것으로 정의된다. 이 범죄의 최고 형량은 2년의 징역이며, 더 심각한 성적 사건의 경우 유죄 판결을 받은 사람은 폭력 및 성범죄자 등록부에 추가된다.
2019년 이전에는 잉글랜드 웨일스에서 업스커트에 대한 특정 법률이 없었다. 업스커트가 공공장소에서 발생했을 경우, 이는 2003년 성범죄법에 따른 관음증 범죄의 범위를 벗어났다. 그럼에도 불구하고, 업스커트에 대한 기소는 영미법계 범죄인 공공 품위 훼손죄에 따라 성공적이었는데, 이는 최소 두 명 이상의 다른 사람이 존재하고 행위가 공공장소에서 이루어져야 한다.
법률 변경을 위한 대중 캠페인에 따라, 2018년 6월 21일 영국 하원에 정부 법안이 상정되었다. 노비턴의 베라 남작부인은 상원에서 정부를 대변하여 이 법안이 킬트를 입은 남성도 보호할 것이라고 말했다. 2019년 관음증(범죄)법은 2019년 2월 12일 왕실 재가를 받아 두 달 후 발효되었다.

### 오스트레일리아
오스트레일리아 내 모든 관할 구역에서는 사람의 동의 없이 공공장소에서 업스커트 사진을 찍는 것을 불법으로 규정하는 법률을 통과시켰다.

### 인도
인도에서는 정보 기술법 제66E조에 따라 "어떤 사람의 사적인 영역의 이미지를 그 사람의 동의 없이, 해당 사람의 사생활을 침해하는 상황에서 고의로 또는 인지하고 포착, 게시 또는 전송하는 자는 3년 이하의 징역 또는 20만 라크 (200,000) 루피 이하의 벌금에 처하거나 둘 다에 처한다". "사적인 영역"이란 나체 상태이거나 속옷을 입은 성기, 치부, 둔부 또는 여성의 유방을 의미한다. "사생활을 침해하는 상황"이란 해당 사람이 공공장소에 있든 사적인 장소에 있든 상관없이, 그 사람의 사적인 영역의 어떤 부분도 대중에게 보이지 않을 것이라고 합리적으로 기대할 수 있는 상황을 의미한다.

### 일본
일본에서는 현 수준의 폐를 끼치는 행위 방지 조례(迷惑防止条例)가 스토킹, 치한, 기타 범죄와 함께 몰래촬영을 금지한다. 비록 전국의 모든 현에서 조례의 일부 변형을 채택했지만, 세부 사항은 크게 다르다.
2023년 6월, 성범죄 개혁의 일환으로 일본 의회는 현별로 시행되던 폐를 끼치는 행위 방지 조례를 대체하는 새로운 법률을 통과시켰다. 새로운 법률에 따라, 사람의 성적인 모습을 몰래 촬영하거나 영상화하는 행위, 그리고 그러한 사진이나 비디오를 제3자에게 제공하는 행위는 3년 이하의 징역 또는 300만 엔 이하의 벌금에 처해진다.

### 프랑스
2018년 8월, 프랑스는 업스커트 관음증을 "본인의 지식이나 동의 없이 해당 인물의 은밀한 부분을 인지하기 위해 모든 수단을 사용하는 것"으로 정의하고 이를 명시적으로 범죄화하는 첫 번째 법률을 통과시켰다. 이 법률은 이러한 범죄에 대해 1년 이하의 징역과 15,000유로의 벌금을 부과할 수 있도록 한다.

### 핀란드
2010년, 한 노인이 투르쿠의 쇼핑센터에서 수십 장의 업스커트 사진을 찍은 행위로 카메라를 압수당하고 공공음란죄(형법상 가장 적합하다고 여겨지는 죄목)로 12일 일수벌금형을 선고받았다.

## 같이 보기
- 아나시르마
- 치마바지
- 판치라

## 더 읽어보기
- The Future of Reputation, Gossip, Rumour and Privacy on the Internet, Daniel J. Solove, Yale University Press, 2007, ISBN 978-0-300-12498-9, p. 166
- Sex in Consumer Culture, Tom Reichert, Jacqueline Lambiase, Routledge, 2006, ISBN 0-8058-5090-2
- Sex Crimes Investigation: Catching and Prosecuting the Perpetrators, Robert L. Snow, Greenwood Publishing Group, 2006, ISBN 0-275-98934-8, p. 146